# Alékos Sakellários
Pour les articles homonymes, voir Sakellários.
Alékos Sakellários, en grec moderne : Αλέκος Σακελλάριος (né le 13 novembre 1913 à Athènes, en Grèce et mort le 29 août 1991  dans la même ville) est un scénariste, réalisateur, acteur et producteur grec.

## Biographie
Alékos Sakellários fit en parallèle des études de droit et de théâtre. Il monta sur les planches pour la première fois en 1934 avec la comédie musicale : Le Roi du halva.
Il fut un des principaux réalisateurs de la société de production Finos Film pour qui il fit tourner les grandes stars du studio de Vassílis Logothétis à (et surtout) Alíki Vouyoukláki. Il écrivit de très nombreuses pièces de théâtre qu'il adapta lui-même au cinéma.

## Filmographie

### Comme scénariste
- 1946 : Prends femme dans ton pays (Papoutsi apo ton topo sou)
- 1947 : Marina
- 1948 : Les Allemands reviennent (Oi Germanoi xanarhodai)[2]
- 1951 : Celles qui ne doivent pas aimer (Ekeines pou den prepei n'agapoun)
- 1952 : L'Autre (O Allos)
- 1952 : Un Pavé dans la mare (Ena votsalo sti limni)[2]
- 1953 : Santa Chiquita
- 1953 : Thanassakis, le politicien
- 1954 : Une demoiselle de... 39 ans (Despinis eton... 39)
- 1955 : Pain, amour et chansonnette (Laterna ftoheia kai filotimo)
- 1955 : Ni Vu, ni connu (Oute gata oute zimia)
- 1956 : I Kafejou
- 1957 : La Tante de Chicago (I Theia apo to Sikago)[2]
- 1957 : Pain, amour et petite fleur (Laterna ftoheia kai garyfallo)
- 1957 : Fanouris et les siens
- 1957 : Dellistavrou kai ios
- 1958 : I Kyra mas i mammi
- 1958 : Enas iros me padoufles
- 1959 : Qui aime bien châtie bien (To Xylo bgike apo ton paradiso)[2]
- 1959 : O Thymios ta ekane thalassa
- 1959 : Astéro
- 1959 : O Ilias tou 16ou
- 1960 : TO Klotsoskoufi
- 1960 : Ta Kitrina gantia
- 1961 : Hamena oneira
- 1961 : Malheur aux jeunes
- 1961 : Aliki dans la marine (I Aliki sto Naftiko)
- 1962 : Otan lipi i gata
- 1962 : I Nyfi to eskase
- 1963 : Siralardaki heyecanlar
- 1963 : Polytehnitis kai erimospitis
- 1963 : O Kyrios pterarhos
- 1963 : Flirts à l'école (Ktipokardia sto thranio)
- 1963 : O Filos mou o Lefterakis
- 1964 : Tha se kano vasilissa
- 1964 : La Femme au volant (I Soferina)
- 1964 : O Paras kai o foukaras
- 1964 : To Doloma
- 1965 : Peraste tin proti tou minos
- 1965 : Moderne Cendrillon
- 1965 : Iparhi kai filotimo
- 1966 : Oloi oi andres einai idioi
- 1966 : Ma Fille la socialiste (I Kori mou i sosialistria)
- 1966 : Diplopennies
- 1966 : I Adelfi mou thelei ksilo
- 1967 : O Striglos pou egine arnaki
- 1968 : Kapetan Fandis Bastounis
- 1970 : I Theia mou i hipissa
- 1970 : Mia trelli, trelli sarantara
- 1971 : Ziteitai epigontos gabros
- 1972 : I Rena einai off-side
- 1972 : I Komissa tis Kerkyras
- 1972 : O Anthropos pou gyrise apo tin zesti
- 1985 : Rena, ta resta sou
- 1986 : Gelio me doseis

### Comme réalisateur
- 1946 : Prends femme dans ton pays[2]
- 1947 : Marina
- 1948 :  Les Allemands reviennent (Oi Germanoi xanarhodai)
- 1951 : Celles qui ne doivent pas aimer
- 1952 : L'Autre
- 1952 : Un Pavé dans la mare
- 1953 : Santa Chiquita
- 1953 : Thanassakis, le politicien
- 1954 : Vendeurs à la sauvette (Οι Παπατζήδες)
- 1954 : Une demoiselle de... 39 ans
- 1955 : Pain, amour et chansonnette
- 1955 : Ni Vu, ni connu
- 1956 : I Kafejou
- 1957 : Tis nyhtas ta kamomata
- 1957 : I Theia apo to Sikago
- 1957 : Laterna ftoheia kai garyfallo
- 1957 : Dellistavrou kai ios
- 1958 : I Kyra mas i mammi
- 1958 : Enas iros me padoufles
- 1959 : Xylo bgike apo ton paradiso, To
- 1959 : O Thymios ta ekane thalassa
- 1959 : O Ilias tou 16ou
- 1960 : Kitrina gantia, Ta
- 1960 : Makrykosteoi kai Kontogiorgides
- 1961 : Hamena oneira
- 1961 : Malheur aux jeunes
- 1961 : I Aliki sto Naftiko
- 1962 : Otan lipi i gata
- 1962 : I Nyfi to eskase
- 1963 : Siralardaki heyecanlar
- 1963 : Polytehnitis kai erimospitis
- 1963 : Ktipokardia sto thranio
- 1963 : O Filos mou o Lefterakis
- 1964 : Ce Bon Vieux Temps
- 1964 : Tha se kano vasilissa
- 1964 : I Soferina
- 1964 : Doloma, To
- 1965 : Moderne Cendrillon
- 1965 : Iparhi kai filotimo
- 1966 : Oloi oi andres einai idioi
- 1966 : Ma Fille la socialiste (I Kori mou i sosialistria)
- 1967 : O Striglos pou egine arnaki
- 1967 : Kalos ilthe to dollario
- 1968 : O Romios ehei filotimo
- 1968 : Kapetan Fandis Bastounis
- 1970 : I Theia mou i hipissa
- 1971 : Ziteitai epigontos gabros
- 1972 : I Rena einai off-side
- 1972 : I Komissa tis Kerkyras
- 1972 : O Anthropakos (série TV)
- 1985 : Rena, ta resta sou
- 1986 : O Giannis pou egine Tzonis
- 1986 : Gelio me doseis

### Comme acteur
- 1966 : I Kori mou i sosialistria
- 1967 : Kalos ilthe to dollario : Andreas
- 1967 : O Anakatosouras : Cameo
- 1971 : Ziteitai epigontos gabros
- 1985 : Rena, ta resta sou : Papadimitriou

### Comme producteur
- 1961 : Malheur aux jeunes

## Récompenses et nominations

### Récompenses
- Semaine du cinéma grec 1961 (Thessalonique) : Sélection (Malheur aux jeunes)